# Winny Chepngeno Langat
Pour les articles homonymes, voir Chepngeno et Langat.
Winny Chepngeno Langat, née le 3 juillet 1988, est une haltérophile kényane.

## Carrière
Aux Jeux africains de 2015 à Brazzaville qui font aussi office de Championnats d'Afrique, ainsi qu'aux Championnats d'Afrique d'haltérophilie 2018 à Maurice, Winny Chepngeno Langat est triple médaillée d'argent dans la catégorie des moins de 58 kg. Elle est médaillée d'argent à l'épaulé-jeté et au total dans la catégorie des moins de 59 kg aux Championnats d'Afrique d'haltérophilie 2021 à Nairobi.